# Partidul Popular din Republica Moldova
Partidul Popular din Republica Moldova (abreviat PPRM) este un partid politic din Republica Moldova.

## Conducerea Partidului
- Președinte-Alexandru Oleinic
- Prim-vicepreședinte-Valeriu Cosarciuc
- Vicepreședinte-Maxim Brailă
- Secretarul General-Alexandru Luncari

## Istoric

### Crearea Partidului Popular din Republica Moldova (PPRM)
Congresul de constituire a Partidului Popular din Republica Moldova (PPRM) a avut loc pe 15 aprilie 2011. Congresul a aprobat Statutul și Programul PPRM și a ales organele de conducere ale formațiunii. În calitate de președinte al partidului a fost ales Ian Lisnevschi.
Partidul Popular din Republica Moldova a fost fondat din inițiativa grupurilor de tineret: Tinerii Democrați, Tinerii pentru Moldova și Forța Moldovei. Partidul și-a propus să reprezinte interesele tuturor cetățenilor Republicii Moldova și edificarea unui stat puternic, modern al unui stat al bunăstării și dreptății. PPRM aparține celor care cred că responsabilitatea, bunul-simț, modestia și eficacitatea trebuie să înlocuiască războiul politic, incompetența și populismul.

### Congresul II al PPRM din 17 noiembrie 2012
Congresul a aprobat modificări esențiale la Statutul și Programul partidului, a fost aleasă o nouă conducere și au fost trasate obiectivele pentru perioada imediat următoare. În conformitate cu noul Statut, conducerea partidului este formată din patru copreședinți, dintre care unul este copreședinte coordonator. În calitate de copreședinte coordonator a fost ales Alexandru Oleinic, ex-ministru al tehnologiei informației iar ceilalți trei copreședinți aleși sunt: Valeriu Cosarciuc, ex-ministru al agriculturii, Angela Cebotari și Vasile Guțu, ambii lideri din teritoriu.
Potrivit noului Program politic, PPRM este un partid modern, de o vocație europeană, care militează pentru edificarea în Republica Moldova a statului de drept, suveran și democrat. Principalele angajamente ale PPRM țin de consolidarea societății moldovenești, prin constituirea unei națiuni civice unite și integrarea grupurilor etnice într-o comuniune culturală comună. Un alt obiectiv primordial este stabilitatea politică prin perfecționarea sistemului politic. Totodată, în cadrul Congresului a fost votată noua componență a Consiliului Politic Național, Comisiei Centrale de Cenzori și Curții de Etică și Arbitraj. La lucrările Congresului au participat 345 de delegați din partea a 29 organizații teritoriale ale PPRM.

### Congresul III Extraordinar al PPRM din 24 mai 2014
Sarcina principală a congresului a fost pregătirea Partidului Popular din Republica Moldova pentru alegerile parlamentare din 2014. În cadrul Congresului au fost operate modificări la Statutul partidului, potrivit cărora formațiunea a trecut de la sistemul de copreședinți, la unul clasic — președinte și vicepreședinți. După aprobarea noului Statut, cu majoritate de voturi în funcția de președinte al PPRM a fost ales Alexandru Oleinic iar colegul său, Valeriu Cosarciuc, a fost ales în funcția de prim-vicepreședinte al partidului. Totodată, delegații la Congres au discutat proiectul programului electoral, numit “Pentru o nouă Moldovă”, care își propunea să promoveze alegerea președintelui de către popor, să elimine pragul electoral pentru partidele politice și să revigoreze agricultura prin susținerea producătorilor autohtoni.
Delegații la Congres au aprobat și sloganul politic al PPRM cu care a participat în cursa electorală din noiembrie 2014 — “E timpul să întoarcem Moldova Poporului!”. Potrivit organizatorilor, la lucrările Congresului au participat peste 800 de delegați din toată republica.

### Congresul IV Extraordinar al PPRM din 21 martie 2015
Obiectivul de bază al Congresului a fost analiza situației social-politice din țară de după alegerile parlamentare din noiembrie 2014 și pregătirile pentru alegerile locale generale din iunie 2015. Delegații la congres au decis asupra consolidării echipelor de candidați la funcția de primari și consilieri, care urmau să participe în alegerile locale.
De asemenea, delegații la Congres au confirmat modificările Statutului, prin care sigla PPRM a devenit MĂRUL — simbolul electoral al Partidului Popular.
La finalul Congresului, delegații au adoptat în unanimitate un apel către forțele politice din Republica Moldova la unitatea poporului și a partidelor politice pro-naționale și pro-europene, pentru identificarea și consfințirea priorităților naționale.

### Congresul V al PPRM din 24 martie 2018
Partidul Popular din Moldova  a desfășurat sîmbătă, 24 martie, Congresul  V  al formațiunii  care a întrunit delegați, reprezentanți ai organizațiilor teritoriale de partid  din toate raioanleor Republicii Moldova.
Cel mai important eveniment din agenda Congresului V a constituit adoptarea unui noi Program politic al partidului. Documentul a fost intitulat “ Credem în Moldova”. Prin acesta,  PPRM a lansat  către cetățenii tarii  un mesaj clar de mobilizare si încredere  în viitorul Republicii Moldova.
Congresul V al PPRM si-a reales organele de conducere și președintele formatiunii politice. Prin vot unanim, în funcția de Presedinte al Partidului Popular a fost reales Alexandru Oleinic. În funcția de Prim-vicepresedinte a fost realesres Valeriu Cosarciuc.